# Be Here Now
Be Here Now (рус. Будь здесь сейчас) — третий студийный альбом британской рок-группы Oasis был выпущен в августе 1997 года. Это был очень ожидаемый всеми альбом, из-за чего в первый же день релиза было раскуплено 423 000 копий. «Be Here Now» стал самым быстрораспродаваемым альбомом за всю историю британской музыки и самым коммерчески успешным диском года, однако он не оправдал ожиданий большинства из-за чрезмерно длинных песен и чересчур пышных аранжировок.
Относительный провал диска с суммарным тиражом продаж более 9 млн экземпляров (предыдущий альбом «(What's the Story) Morning Glory?» был продан тиражом свыше 20 млн экземпляров), по мнению многих музыкальных критиков, стал закатом эры «Брит-поп» рока.
Сам Ноэл Галлахер позже оценил свой диск весьма однозначно: «Этот альбом — 5 ребят в студии, на кокаине, которым на всё наплевать. Все песни с него — дерьмо, и тексты песен — отстой». В 2006 году Oasis выпустили сборник своих лучших песен Stop the Clocks, на котором не было ни одной песни с Be Here Now. Несмотря на это, в 2016 году вышло расширенное издание альбома на трёх CD.

## Предыстория
Уже летом 1996 года Оasis были всеобще признаны, как сказал сам Ноэл Галлахер, «лучшей группой в мире». По словам гитариста, коллектив был «круче, если я смею это сказать, чем сам Господь!». Огромный коммерческий успех двух предыдущих альбомов группы привёл к чрезмерному освещению её деятельности в прессе, которое угрожало привести к обратной реакции фанатов. К тому времени группа приглашалась на приём премьер-министром Великобритании Тони Блэром, после чего провела свой отпуск с Джонни Деппом и Кейт Мосс на вилле Мика Джаггера на острове Мюстик. В последний день пребывания на острове Ноэл написал большинство песен третьего альбома группы. До этого, зимой 1995—96 годов, он переживал творческий кризис и в течение 6 месяцев после релиза (What's the Story) Morning Glory? написал, по собственному признанию, лишь один гитарный рифф. После двух недель полнейшего безделья он заставил себя окунуться в рутину сочинения песен, когда «ты входишь в эту комнату утром, выходишь на ланч, возвращаешься, выходишь на ужин, опять возвращаешься и потом ложишься спать». Ноэл также сказал об альбоме: «Большинство песен было написано даже до того, как мы подписали контракт, я просто уехал и написал песни в течение двух недель».
В августе 1996 года группа дважды выступила перед 250 000 зрителей в Небуорт-хаус, Хартфордшир. В общей сложности на покупку билетов подали заявки два с половиной миллиона фанатов. В итоге концерты оказались пиком популярности Oasis, и как музыкальная пресса, так и сама группа понимали, что ничего подобного совершить ей уже не удастся. Уже к тому моменту внутри Oasis нарастали нестабильность и внутренние конфликты. 23 августа 1996 года вокалист группы Лиам Галлахер отказался петь на MTV Unplugged в лондонском Royal Festival Hall, ссылаясь на боль в горле. Но, несмотря на это, он все-таки появился на концерте и весь вечер прерывал Ноэла выкриком, спокойно сидя в ложе верхнего балкона. Четыре дня спустя Лиам отказался участвовать в первой части тура группы по Соединенным Штатам, заявив, что ему нужно купить дом с его тогдашней подружкой Пэтси Кенсит. Несколько дней спустя он все же выступил с группой на важном концерте MTV Video Music Awards в Нью-Йорке, но при этом намеренно фальшивил, разливал по сцене пиво и плевался на протяжении всего выступления. На следующий день The Sun вышла с заголовком «Америка в шоке от непристойной ярости плюющегося Лиама». Несмотря на внутренние конфликты группы, тур продолжился вместе с Лиамом до концерта в Шарлотте, штат Новая Каролина, где Ноэл в конце концов потерял терпение и объявил о своем уходе из группы. Он позже признал: «Если вы хотите знать правду, я в любом случае не хотел оставаться. Я не был готов находиться в группе, в которой люди так относятся друг к другу». Хотя Ноэл вернулся в Oasis спустя пару недель, руководство и работники группы были встревожены. Так как уже были сделаны демозаписи большей части песен альбома, Галлахеры решили, что нужно записывать альбом как можно скорее. Менеджер группы Маркус Расселл в 2007 году вспоминал об этом: «Если оглянуться, то мы слишком рано начали записываться. Было бы умнее отдохнуть остаток года. Но тогда казалось, что правильно сделать именно так. Если у группы куча песен, которые кажутся ей стоящими, почему бы не сделать это?».

## Запись и продюсирование
Сессии записи Be Here Now начались 7 октября 1996 года в лондонской студии Эбби-Роуд. Продюсер альбома Оуэн Моррис описывал первую неделю записи как «отвратительную» и предлагал Ноэлу прекратить запись, «но он лишь пожал плечами и сказал, что всё будет нормально. И мы продолжили». Лиам в то время находился под пристальным вниманием таблоидов, и 9 ноября, после кутежа на церемонии вручения Q Awards, его задержали и вынесли предупреждение за хранение кокаина. Возникла новая волна интереса к группе в СМИ, в связи с чем менеджеры Oasis приняли решение продолжить запись в студии, не столь доступной для папарацци.
Редактор отдела шоу-бизнеса газеты The Sun Доминик Моэн вспоминал этот период так: «У нас на жаловании было не очень много людей, контактировавших с Oasis. Не знаю, были ли среди них наркоторговцы, но несколько сомнительных персонажей были всегда». На официального фотографа группы Джилл Фурмановски охотились журналисты таблоидов, жившие в квартире над ней: «Они думали, что я прячу группу у себя в спальне». Музыканты отрезали себя от дальних знакомых. Как сообщал публицист лейбла Oasis Creation Records Джонни Хопкинс, «люди вытеснялись из круга общения Oasis. Люди, знавшие их до того, как они прославились, а не потому, что они прославились». Он сравнивал ситуацию со средневековыми королевскими дворами с королями, придворными и шутами. «Когда попадаешь в такую ситуацию, — объяснял он, — чувство реальности теряется».
11 ноября 1996 года запись альбома переместилась в сельскую местность, в Ridge Farm Studios в графстве Суррей. Хотя группа собралась с большей энергией, первые стадии записи были подорваны приёмом наркотиков всеми вовлечёнными в её процесс. В 2007 году Моррис вспоминал: «На первой неделе кто-то пытался вмазать унцию травы, вместо чего вмазал унцию кокаина. Что, в общем-то, вкратце описывает происходившее». При записи Лиамом вокальных партий Ноэл не присутствовал ни разу, что было типичным примером, отображавшим напряжение на сессиях. Моррис считал новый материал слабым, но, поделившись этим мнением с Ноэлом, он получил грубый ответ и «продолжил запихивать в нос наркотики». Ноэл хотел, чтобы звучание альбома было густым и «колоссальным», насколько это было возможно, для чего на некоторые из песен он наложил несколько слоёв гитары. Во многих случаях он сводил воедино десять копий одной и той же гитарной партии, пытаясь сделать звук объёмным. Алан Макги, владелец Creation Records, посетил студию на стадии сведения альбома: «Я заходил в студию, и к тому моменту было употреблено уже столько кокаина… Оуэн был неуправляем, а он отвечал за всё. Музыка была просто „невыносимо громкой“».
Для переиздания альбома в 2016 году Ноэль запланировал перемикшировать все треки альбома, однако сдался после «D’You Know What I Mean?». Новая версия трека вошла в переиздание.

## Список композиций
Слова и музыка всех песен — Ноэла Галлахера.
| №                   | Название                         | Длительность |
| ------------------- | -------------------------------- | ------------ |
| 1.                  | «D'You Know What I Mean?»        | 7:42         |
| 2.                  | «My Big Mouth»                   | 5:02         |
| 3.                  | «Magic Pie»                      | 7:19         |
| 4.                  | «Stand by Me»                    | 5:56         |
| 5.                  | «I Hope, I Think, I Know»        | 4:22         |
| 6.                  | «The Girl in the Dirty Shirt»    | 5:49         |
| 7.                  | «Fade In-Out»                    | 6:52         |
| 8.                  | «Don't Go Away»                  | 4:48         |
| 9.                  | «Be Here Now»                    | 5:13         |
| 10.                 | «All Around the World»           | 9:20         |
| 11.                 | «It's Gettin' Better (Man!!)»    | 7:00         |
| 12.                 | «All Around the World (Reprise)» | 2:08         |
| Общая длительность: | Общая длительность:              | 71:38        |

## Участники записи
Oasis
- Лиам Галлахер — вокал
- Ноэл Галлахер — лид-гитара, вокал
- Пол Артурс — ритм-гитара
- Пол МакГиган — бас-гитара
- Алан Уайт — ударные, перкуссия

Приглашённые музыканты
- Майк Роу — клавишные
- Джонни Депп — слайд-гитара («Fade In-Out»)
- Марк Койл — гитара («D’You Know What I Mean?»)
- Марк Фелтем — гармоника («All Around the World»)

## Чарты
Недельные чарты
| Чарт (1997)                     | Высшая позиция |
| ------------------------------- | -------------- |
| Australian Albums Chart         | 1              |
| Austrian Albums Chart           | 3              |
| Belgian Albums Chart (Flanders) | 1              |
| Belgian Albums Chart (Wallonia) | 2              |
| Canadian Albums Chart           | 1              |
| Danish Albums Chart             | 1              |
| Dutch Albums Chart              | 1              |
| European Albums Chart           | 1              |
| Finnish Albums Chart            | 1              |
| French Albums Chart             | 1              |
| German Albums Chart             | 2              |
| Hungarian Albums Chart          | 13             |
| Irish Albums Chart              | 1              |
| Italian Albums Chart            | 1              |
| Japanese Albums Chart           | 3              |
| Malaysian Albums Chart          | 2              |
| New Zealand Albums Chart        | 1              |
| Norwegian Albums Chart          | 1              |
| Portuguese Albums Chart         | 3              |
| Spanish Albums Chart            | 3              |
| Swedish Albums Chart            | 1              |
| Swiss Albums Chart              | 2              |
| UK Albums Chart                 | 1              |
| US Billboard 200                | 2              |

### Годовые чарты
| Чарт (1997)                     | Позиция |
| ------------------------------- | ------- |
| Australian Albums Chart         | 57      |
| Austrian Albums Chart           | 39      |
| Belgian Albums Chart (Flanders) | 61      |
| Belgian Albums Chart (Wallonia) | 33      |
| Dutch Albums Chart              | 30      |
| German Albums Chart             | 49      |
| Italian Albums Chart            | 14      |
| Swedish Albums Charts           | 12      |
| Swiss Albums Chart              | 35      |
| US Billboard 200                | 122     |